# Busto de Mulher (Eliseu Visconti)
Busto de Mulher é uma pintura de Eliseu Visconti, criada em 1895, período de amadurecimento do artista. Nessa época, teve a oportunidade de estudar na Europa para aprimorar sua técnica, onde recebeu influências da Art Nouveau para compor seu trabalho. Atualmente, a obra se encontra sob a guarda da Fundação Edson de Queiroz, em Fortaleza.

## Descrição
Técnica óleo sobre tela. Suas medidas são: 49 centímetros de altura e 73 centímetros de largura, a assinatura está na borda inferior esquerda. O tema abordado é o nu feminino.
A obra retrata uma jovem recostada de lado num travesseiro, com a cabeça sobre seu braço direito e com o outro braço levantado em arco. No entanto, este braço não se apoia na cabeça, nem lhe esconde o rosto, mas projeta uma sombra sobre os olhos, que estão apenas delineados. Os lábios e mamilos da jovem são tratados com cuidado, o tratamento realista é preciso ao ponto de trazer a sensação exata da matéria. Contrariando a tradição do nu clássico, seu cabelo está solto, os fios desalinhados se espalham sobre a pele muito clara. Atrás das costas da modelo há uma almofada vermelha, responsável por conferir um tom mais quente à cena, característica recorrente nos nus femininos vistontianos, nos quais essa cor sempre aparece em algum detalhe (Ver Também), em diferentes proporções.

## Contexto
“Busto de Mulher” foi pintada no ano de 1895, período de aperfeiçoamento de Eliseu na Europa (1893 a 1900). Os nus femininos dominam a produção artística o jovem Visconti, contudo, após seu casamento, em janeiro de 1909, com a francesa Louise Palombe, a temática familiar permanece constante até o final de sua carreira
Eliseu Visconti ingressou na Academia Imperial de Belas Artes em 1885, durante o Império de D. Pedro. Em 1889, porém, após a proclamação da República, a Academia passa a se chamar Escola Nacional de Belas Artes – nessa época, o governo brasileiro estava descentralizado e São Paulo estava ganhando importância devido aos frutos da economia cafeeira. No ano seguinte, 1890, Eliseu acompanha o grupo dos “modernos”, formados por alunos e professores que não concordavam com as normas da Academia, abandonando-a para fundar o “Ateliê Livre”.
Em 1892, Visconti retorna à Academia e ganha um concurso por ser o melhor aluno e vai para França – primeiro prêmio de viagem ao exterior concedida pela Escola (antiga Academia). Em Paris, ingressa na École Nationale et Spéciale des Beaux Arts e cursa arte decorativa com Eugène Grasset, um dos expoentes da Art Nouveau (Fauvismo, Simbolismo e Impressionismo. Em sua viagem a Madri como bolsista, estuda com Diego Velázquez, com quem aprendeu efeitos de reflexão da luz natural, posteriormente usada em alguns de seus trabalhos.
Durante seu período de formação na Europa, é possível perceber que Eliseu Visconti estava aberto a inovações, o que o faz modificar sua pintura tanto na temática quanto na própria execução da composição, fazendo sua própria releitura das técnicas de Art Nouveau. Visconti, no entanto, utiliza esses estilos de forma muito pessoal em sua composição: sua opção por novas linguagens não significou um rompimento com a tradição nem com os ensinamentos adquiridos no Brasil.
Ao longo de sua vida, Eliseu passou por momentos históricos no Brasil e Europa, os quais foram significantes para a formação da essência de seu trabalho, entre eles: a primeira metade do século XIX foi caracterizada pela subversão dos artistas, em negação dos valores da Academia e em busca da renovação da linguagem. Na segunda metade, porém, ocorre a insatisfação e rejeição dessa arte: o mundo havia se transformado e havia a necessidade de que a arte acompanhasse essas mudanças, marcada pela Revolução Industrial, pelo advento da fotografia – o que para Walter Benjamin marcará a Era da Reprodutividade Técnica - e a difusão de correntes como anarquismo, socialismo e comunismo.
Portanto, partindo dessa análise contextual, é possível observar que Eliseu Visconti está situado entre o rompimento e a criação de algo novo, entre o academicismo e o modernismo – a presença de técnicas ambivalentes em suas obras pode ser observada desde seus primeiros trabalhos, em seu período de amadurecimento, cuja prevalência do nu feminino é marcante.

## Análise
Visconti foi um verdadeiro mestre da luz, aquele que conseguiu, em suas pinceladas, capturar o ar, as pessoas, as paisagens e atmosferas com delicadeza e beleza. “Busto de mulher” foi criada durante seu período de amadurecimento em Paris, fase dos nus femininos, nela é possível reconhecer a forte influência da luz diáfana, na atmosfera misteriosa e na certa melancolia na pose da modelo
"Sob a luz tropical ainda indomada de nossa pintura, Visconti é um conquistador da atmosfera. E aquela ciência da luz e do colorido que aprendeu na França vai servir-lhe agora para dominar o vapor atmosférico, sua grande contribuição à nossa pintura.” – definição do crítico de arte Mario Pedrosa, uma síntese das obras de Eliseu Visconti, percursor da modernidade na arte brasileira.
Em “Busto de mulher”, a modelo olha para o pintor, mas sua mente está longe. Seus longos cabelos soltos e com os fios espalhados em desordem, colando ao seu corpo, imprimem à cena um caráter de desalinhamento, bastante contrário aos padrões acadêmicos. Denise Mattar, curadora de arte, diz que Eliseu “foi um artista incomum na sua geração. Simbolismo, Impressionismo, Art-Nouveau e Pós-impressionismo influenciaram sua obra, porém foram incorporados ao seu trabalho de forma inteiramente pessoal. Criador de atmosferas, Visconti transitava com maestria entre contrastes: pintava paisagens luminosas e retratos densos, nus plenos de sensualidade e cândidas imagens do cotidiano familiar, e, em todos esses enfoques, tão diversos, deixava uma marca impalpável, que torna sua obra inconfundível”.
Mirian Nogueira Seraphim - doutora em história da arte, membro do Comitê Brasileiro de História da Arte e colaboradora do Projeto Eliseu Visconti – escreveu o artigo “No Verão de Eliseu DÁngelo Visconti” para o XXII Colóquio Brasileiro de História da Arte; nele, aborda a preferência de Visconti para o nu adolescente, que já havia sigo apontado por Gonzaga Duque, o crítico brasileiro mais conceituado de sua época, em 1901 ele escreveu:
“(...) a acentuada característica do seu individualismo que se destaca, em conjunto, pela pureza d´uma arte desviada das perturbações eróticas da contemporaneidade, arte serena e humana.”
O crítico Francisco Acquarone, em 1939, aborda o assunto de forma específica em relação à espiritualização do tema, ao dizer que em sua tendência de pintar a adolescência há um traço delicado. Em alguns dos nus viscontianos, algumas das palavras recorrentes dos críticos são: ingênua, calma e delicada. No entanto, “Busto de mulher” é um dos exemplos de obras que foge à regra, principalmente pelo contato visual com o espectador.
Em suas telas, é possível sentir uma sensação de calor, causada pelo colorido forte e quente que nela estão envolvidas. O vermelho é predominante em suas obras, sempre em diferentes proporções, cujo abrasamento gera a impressão de um ar sensual sutil, complementar ao momento. A modelo de “Busto de mulher” não é representada de forma débil ou oprimida, ela parece segura de si e consciente de seu poder, embora ela não esteja sensualizada.

## Recepção
É interessante ressaltar que Eliseu Visconti nasceu em 1866, mesma data que o pintor francês Gustave Courbet pintou sua tela mais ousada, “A origem do mundo”, na qual as pernas da modelo estão abertas e com evidência em seus pelos pubianos. Quase 30 anos depois, Visconti pintou uma série de nus que, seguindo a linha de Courbet, mantinha a crueza da cena -a mulher longe de ser idealizada.
Em sua época, a ousadia de Courbet enfrentou grandes escândalos; os nus de Visconti, no entanto, não causaram impacto negativo no público, resultado, segundo os críticos, da sutileza ao retratar o tema. A modelo de “Busto de mulher” pode ser um retrato de uma mulher de qualquer época, uma vez que ela é representada como as mulheres são; o traço delicado de Visconti não causa espanto, mas mantém o espectador conectado aos olhos da moça.